# Монтекрето
Монтекрето (итал. Montecreto) —  коммуна в Италии, располагается в регионе Эмилия-Романья, в провинции Модена.
Население составляет 943 человека (2008 г.), плотность населения составляет 30 чел./км². Занимает площадь 31 км². Почтовый индекс — 41025. Телефонный код — 0536.
Покровителем коммуны почитается Иоанн Креститель, празднование 24 июня.

## Демография
Динамика населения:

## Администрация коммуны
- Официальный сайт: http://www.comune.montecreto.mo.it/